# Arctotheca populifolia
Espèce
Arctotheca populifolia est une espèce de plantes à fleurs de la famille des Asteraceae originaire d'Afrique du Sud et du Mozambique et introduite en Australie.

## Répartition
Arctotheca populifolia est originaire d'Afrique du Sud (dans les zones côtières des provinces du Cap de Bonne Espérance et du KwaZulu-Natal) et du Mozambique.
Elle a été introduite en Australie et désormais considérée comme une mauvaise herbe commune des zones côtières de Nouvelle-Galles du Sud, d'Australie du Sud, de Tasmanie, du Victoria et d'Australie-Occidentale.

## Dénominations
En anglais cette plante est connue sous les noms de Beach daisy, Cape beach daisy, South African beach daisy, Coast capeweed, Dune arctotheca, Beach pumpkin, Sea pumpkin, Dune cabbage.
Et, en Afrique du Sud, Seepampoen, Tonteldoek' et Strandgousblom.

## Description
Cette plante est une herbe vivace avec des tiges épaisses, côtelées, décombantes, poussant en touffes jusqu'à 30 centimètres de haut. L'herbe est laineuse, grise et charnue,.
Les feuilles à poils blancs ont des lames ovales mesurant jusqu'à 6 cm de long sur 5 cm de large, avec des bords lisses ou dentés. L'inflorescence est portée par un pédoncule laineux et dressé pouvant atteindre 11 cm de haut. Le tête florale mesure environ 2 cm de large avec des fleurons jaunes de 5 à 7 mm de long et des fleurons jaunes en forme de disque au centre. Le fruit est une cypsèle blanche et molle d'environ un demi-centimètre de long,.

## Écologie
Cette plante est une espèce pionnière des types d'habitats côtiers sablonneux, tels que les dunes. Elle a un rôle principal dans la formation des hummocks dunaires, un type de dunes formé dans son pays d'origine, l'Afrique du Sud, lorsque le vent dépose du sable autour d'elle et d'autres plantes de plage nouvellement établies. Une petite forme de butte dunaire est une nebka. Cette plante, associée à Gazania rigens, forme des nebkas qui sont habités par une variété de petits animaux tels que des nématodes et la puces de sable Talorchestia capensis.
La capacité de la plante à coloniser le sable nu l'a aidée à s'implanter sur le littoral australien. Elle a été plantée pour stabiliser les dunes de sable en Australie occidentale jusqu'à ce qu'il devienne évident qu'il s'agissait d'une espèce envahissante. Des herbes indigènes Spinifex sont désormais utilisées à cette fin. Arctotheca populifolia est maintenant une mauvaise herbe côtière dans la majeure partie de l'Australie tempérée. Elle peut également pousser sur des sols basaltiques, ce qui lui permet de se déplacer à l'intérieur des terres, des plages aux prairies.
Les graines de la plante sont dispersées par le vent, mais comme elles restent viables en eau douce et en eau salée, elles sont aussi couramment dispersées sur l'eau. En tant qu'espèce côtière, elles sont transportées par les courants océaniques,. Les graines peuvent également être transportées dans le sol et les déchets végétaux.
En tant qu'espèce envahissante, elle entre en compétition avec les plantes indigènes telles que Spinifex sericeus. Elle lie le sable plus efficacement, en retient une plus grande quantité et modifie ainsi la topographie des systèmes dunaires. Ce processus peut interrompre l'écoulement de l'eau de mer dans les lacs côtiers et hors de ceux-ci. Même les semis d'un centimètre de haut peuvent accumuler du sable, construisant de minuscules dunes. De nombreux oiseaux de rivage nichent sur les plages de sable nu parce qu'ils peuvent plus facilement voir les prédateurs, de sorte que l'accumulation de végétation et de dunes vallonnées interfère avec leur nidification.
Les fleurs sont pollinisées par des abeilles et des mouches,,. La plante est l'hôte du champignon mycorhize Septoglomus fuscum. Les graines de la plante sont l'un des aliments préférés de la Gerbille à pieds velus africaine (Gerbillurus paeba), qui mange également T. capensis, la puce de sable qui vit dans les dunes autour de la plante.

## Systématique
Le nom correct complet (avec auteur) de ce taxon est Arctotheca populifolia P.J.Bergius) Norl. (d).
L'espèce a été initialement classée dans le genre Arctotis sous le basionyme Arctotis populifolia P.J.Bergius.
Arctotheca populifolia a pour synonymes :
- Anemonospermos verbascifolia Kuntze
- Arctotheca nivea (L.fil.) K.Lewin
- Arctotis nivea (G.Nicholson) K.Lewin
- Arctotis populifolia P.J.Bergius
- Cryptostemma niveum (L.fil.) G.Nicholson
- Microstephium niveum (L.fil.) Less.
- Microstephium populifolium (P.J.Bergius) Druce
- Osteospermum niveum L.fil.